# فريدريك هولستر
فريدريك هولستر (بالسويدية: Fredrik Holster)‏ (10 مارس 1988 في السويد - ) هو لاعب كرة قدم سويدي في مركز الوسط. شارك مع منتخب السويد تحت 17 سنة لكرة القدم ومنتخب السويد تحت 19 سنة لكرة القدم. أما مع النوادي، فقد لعب مع نادي آسيريسكا ونادي هكن وNyköpings BIS ‏ وRavan Baku FK ‏ ونادي سوندسفال ‏ ونادي إسكلستونا.

## وصلات خارجية
- فريدريك هولستر على موقع اتحاد السويد (السويدية)
- فريدريك هولستر على موقع قاعدة بيانات كرة القدم.إي يو (الإنجليزية)
- فريدريك هولستر على موقع Soccerway.com (الإنجليزية)